# Colmeal da Torre
Colmeal da Torre ist eine Ortschaft und ehemalige Gemeinde in Portugal. Sie ist bekannt für die römische Villa Centum Cellas.

## Geschichte
Die Römer unterhielten hier seit dem 2. Jahrhundert v. Chr. eine Ortschaft namens Centum Cellae, mit römischen Landgütern und einem bis heute erhalten gebliebenen, später als Gefängnis genutzten Turmgebäude. Die Fundstätte ist als Villa Centum Cellas heute als Baudenkmal eingetragen. Die heutige Ortschaft entstand nach der Reconquista und erhielt 1194 als Centum Celas erste Stadtrechte, zum Zweck der Neubesiedlung.
Colmeal da Torre wurde 1949 eine eigenständige Gemeinde im Kreis Belmonte, durch Ausgliederung aus der Stadtgemeinde Belmonte. Im Zuge der Gebietsreform 2013 wurde sie wieder mit der Stadtgemeinde Belmonte zur neuen Gemeinde Belmonte e Colmeal da Torre zusammengelegt.

## Verwaltung
Colmeal da Torre war eine Gemeinde (Freguesia) im Kreis (Concelho) von Belmonte. Sie hatte eine Fläche von 7,4 km² und 725 Einwohner (Stand 30. Juni 2011).
Im Zuge der administrativen Neuordnung in Portugal am 29. September 2013 wurde die Gemeinde aufgelöst und mit der Stadtgemeinde Belmonte zur neuen Gemeinde Belmonte e Colmeal da Torre zusammengefasst. Sitz der neuen Gemeinde wurde Belmonte, während die Gemeindeverwaltung in Colmeal da Torre als Bürgerbüro bestehen blieb.